# جون جيبسون (محامي)
جون جيبسون (بالإنجليزية: John Gibson)‏ هو قاضي ومحامي أمريكي، ولد في 1740 في لانكستر في الولايات المتحدة، وتوفي في 10 أبريل 1822 في بنسيلفانيا في الولايات المتحدة.